# Ligne 8 du métro de Séoul
Pour les articles homonymes, voir Ligne 8.
La ligne 8 du métro de Séoul (surnommée ligne rose) est une ligne du métro de Séoul. Elle dessert le sud-est de la capitale sud-coréenne et la ville de Seongnam et est ouverte en 1996, elle est prolongée en 1999.

## Situation sur le réseau

Plan du réseau du métro de Séoul (2023)

## Histoire
La ligne 8 est mise en chantier en 1990. La première section de Moran à Jamsil est mise en service en 1996. Elle est complétée par le prolongement, vers le nord; de Jamsil à Amsa le 2 juillet 1999. Le 18 décembre 2021 mise en service de la station Namwirye sur une section aérienne de la ligne.
En 2014, il est prévu de prolonger la ligne vers le nord en traversant le fleuve Han, via la gare de Guri, jusqu'à la gare de Byeollae sur la ligne Gyeongchun à Namyangju. Les travaux ont commencé en octobre 2015. L'extension ajoutera 11,37 km de ligne aux 17,7 km déjà existants. La construction s'est achevé en août 2024,, et l'exploitation a commencé le 10 août à 5 h 32.

## Infrastructure

### Stations
Liste des stations :
| Identifiant | Station                     | Hangeul      | Hanja        | Correspondances        | Distance (km) | Distance cumulée | Lieu        | Lieu        |  |
|             |                             |              |              |                        |               |                  |             |             |  |
| 803         | ByeollaeByeolgaram (projet) | 별내별가람   | 別內별가람   | Ligne 4                | ---           | ---              | Gyeonggi-do | Namyangju   |  |
| 804         | Byeollae                    | 별내         | 別內         | Ligne Gyeongchun       | ---           | 0.0              | Gyeonggi-do | Namyangju   |  |
| 805         | Dasan                       | 다산         | 茶山         |                        | 3.0           | 3.0              | Gyeonggi-do | Namyangju   |  |
| 806         | Donggureung                 | 동구릉       | 東九陵       |                        | 1.8           | 4.8              | Gyeonggi-do | Guri        |  |
| 807         | Guri                        | 구리         | 九里         | Ligne Gyeongui-Jungang | 1.2           | 6.0              | Gyeonggi-do | Guri        |  |
| 808         | Parc du lac Jangja          | 장자호수공원 | 長者湖水公園 |                        | 1.8           | 7.8              | Gyeonggi-do | Guri        |  |
| 809         | Parc historique d'Amsa      | 암사역사공원 | 岩寺歷史公園 |                        | 3.5           | 11.3             | Séoul       | Gangdong-gu |  |
| 810         | Amsa                        | 암사         | 岩寺         |                        | 1.1           | 12.4             | Séoul       | Gangdong-gu |  |
| 811         | Cheonho                     | 천호         | 千戶         | Ligne 5                | 1.3           | 13.7             | Séoul       | Gangdong-gu |  |
| 812         | Mairie de Gangdong-gu       | 강동구청     | 江東區廳     |                        | 0.9           | 14.6             | Séoul       | Gangdong-gu |  |
| 813         | Mongchontoseong             | 몽촌토성     | 夢村土城     |                        | 1.6           | 16.2             | Séoul       | Songpa-gu   |  |
| 814         | Jamsil                      | 잠실         | 蠶室         | Ligne 2                | 1.8           | 17.0             | Séoul       | Songpa-gu   |  |
| 815         | Seokchon                    | 석촌         | 石村         | Ligne 9 (2016)         | 1.2           | 18.2             | Séoul       | Songpa-gu   |  |
| 816         | Songpa                      | 송파         | 松坡         |                        | 0.9           | 19.1             | Séoul       | Songpa-gu   |  |
| 817         | Marché de Garak             | 가락시장     | 可樂市場     | Ligne 3                | 0.8           | 19.9             | Séoul       | Songpa-gu   |  |
| 818         | Munjeong                    | 문정         | 文井         |                        | 0.9           | 20.8             | Séoul       | Songpa-gu   |  |
| 819         | Jangji                      | 장지         | 長旨         |                        | 0.9           | 21.7             | Séoul       | Songpa-gu   |  |
| 820         | Bokjeong                    | 복정         | 福井         | Ligne Bundang          | 0.9           | 22.6             | Séoul       | Songpa-gu   |  |
| 821         | Namwirye                    | 남위례       | 南慰禮       |                        | 1.6           | 24.2             | Gyeonggi-do | Seongnam    |  |
| 822         | Sanseong                    | 산성         | 山城         |                        | 1.1           | 25.3             | Gyeonggi-do | Seongnam    |  |
| 823         | Namhansanseong              | 남한산성입구 | 南漢山城入口 |                        | 1.3           | 26.6             | Gyeonggi-do | Seongnam    |  |
| 824         | Dandaeogeori                | 단대오거리   | 丹岱五거리   |                        | 0.8           | 27.4             | Gyeonggi-do | Seongnam    |  |
| 825         | Sinheung                    | 신흥         | 新興         |                        | 0.8           | 28.2             | Gyeonggi-do | Seongnam    |  |
| 826         | Sujin                       | 수진         | 壽進         |                        | 0.9           | 29.1             | Gyeonggi-do | Seongnam    |  |
| 827         | Moran                       | 모란         | 牡丹         | Ligne Bundang          | 1.0           | 30.1             | Gyeonggi-do | Seongnam    |  |
|             |                             |              |              |                        |               |                  |             |             |  |

## Projet
Le projet de prolongement de la ligne après le terminus Byeollae est en cours de réalisation avec une prévision d'ouverture en 2029 pour une section de 2 stations prenant la numérotation 802 et 803.